# Monika Bronicka
Monika Bronicka (ur. 4 maja 1977 w Olsztynie) – polska żeglarka regatowa, podróżniczka, rzeczoznawca majątkowy, autorka książki dla dzieci „Przygoda na rafie”.
Ukończyła mrągowskie Szkoły Podstawowe nr 2 i 1. Później uczyła się w Liceum Ogólnokształcącym nr 1 im. Obrońców Westerplatte w Mrągowie, uzyskując w 1996 r. dyplom maturalny. Następnie skończyła studia z zarządzania nieruchomościami na Uniwersytecie Warmińsko-Mazurskim w Olsztynie.
Swoją przygodę z żeglarstwem rozpoczynała jako młoda dziewczyna w wieku ośmiu lat. Jej pierwszym trenerem był jej ojciec Jan. Przez wiele lat była zawodniczką Bazy Mrągowo. W trzeciej klasie szkoły średniej znalazła się w kadrze olimpijskiej. Później broniła barw olsztyńskiego AZS UWM. Startowała na jednoosobowej, olimpijskiej klasie Europa. Jest trzykrotną mistrzynią Polski z 2000, 2002 i 2003 r. w żeglarstwie. Brała udział w Letnich Igrzyskach Olimpijskich w Sydney i Letnich Igrzyskach Olimpijskich w Atenach. Jest wielokrotną uczestniczką mistrzostw świata i Europy oraz brązową medalistką Mistrzostw Europy Juniorów z 1996 r. Szósta zawodniczka Mistrzostw Świata w 1998 r.

## Sukcesy
- 1998 – 6. miejsce mistrzostw świata, 3. miejsce w Sydney International Regatta
- 2000 – 14. miejsce na Letnich Igrzyskach Olimpijskich w Sydney, 7. miejsce na Mistrzostwach Europy, mistrzostwo Polski
- 2001 – 13. miejsce mistrzostw świata, Puchar PZŻ, 2. miejsce w Spa Regatta, 2. miejsce mistrzostw Polski
- 2002 – 8. miejsce mistrzostw świata, mistrzostwo Polski, Puchar PZŻ
- 2003 – 14. miejsce mistrzostw świata, 12. miejsce na Mistrzostwach Europy, mistrzostwo Polski, Puchar PZŻ, 3. miejsce w Regaty Kieler Woche